# Kalamos
Pour l’article ayant un titre homophone, voir Calamos et Carpos.
Kalamos (en grec : Κάλαμος / Kálamos), autrefois Karnos (Κάρνος / Kárnos), est une île ionienne montagneuse appartenant à la Grèce. Sa population est de 600 habitants environ, mais elle augmente fortement en été avec le tourisme.
En grec, Kalamos signifie roseau. Kalamos est rattachée à Leucade. Son code municipal est le 3603, et le point culminant atteint 225 mètres.
Les habitations sont surtout implantées autour du port, sur la côte Est, d'où un ferry assure une liaison régulière avec le port de Mýtikas sur le continent.
Les deux seuls villages de l'île sont Kalamos et Episkopi.